# Ross Castle
Ross Castle (irsk: Caisleán an Rois) er et beboelsestårn og keep, der ligger ved bredden af Lough Leane i Killarney Nationalpark, County Kerry, Irland. Den er hjem for høvdingen for klanen O'Donoghue, og er senere blev associeret med Brownes of Killarney.